# Ben Straatsma
Bernardus Joannes (Ben) Straatsma (Didam, 14 februari 1942) is een Nederlands politicus van de PvdA.
Hij ging in 1958 werken bij Vredestein in Doetinchem en een jaar later maakte hij de overstap naar de gemeente Didam. Vanaf 1967 was Straatsma twee jaar werkzaam bij de gemeente Bussum en vervolgens werkte hij bij de gemeente Blaricum waar hij het bracht tot hoofd algemene/juridische zaken. In 1976 werd hij de gemeentesecretaris van Hoevelaken en in december 1978 volgde zijn benoeming tot burgemeester van Berghem. In maart 1990 werd Straatsma burgemeester van Vlijmen dat op 1 januari 1997 opging in de gemeente Heusden. Op die datum werd hij de burgemeester van Hilvarenbeek. In juni 2001 volgde zijn benoeming tot waarnemend burgemeester van Sluis-Aardenburg wat hij tot 1 januari 2003 zou blijven toen die gemeente fuseerde met Oostburg tot de gemeente Sluis waarmee zijn functie kwam te vervallen. Hierna verhuisde hij naar de Achterhoek.
Een voormalig ambtenaar van Sluis-Aardenburg schreef in zijn boek 'Vele ambachten, maar nauwelijks ongelukken' over Straatsma onder andere dat deze zich niet inzette voor de belangen van Sluis-Aardenburg. In 2007 diende Straatsma een aanklacht wegens smaad in maar de officier van justitie in Middelburg vond dat de schrijver zich niet schuldig had gemaakt aan laster of smaad en ging daarom niet over tot vervolging.